# جبران تنوع زیستی

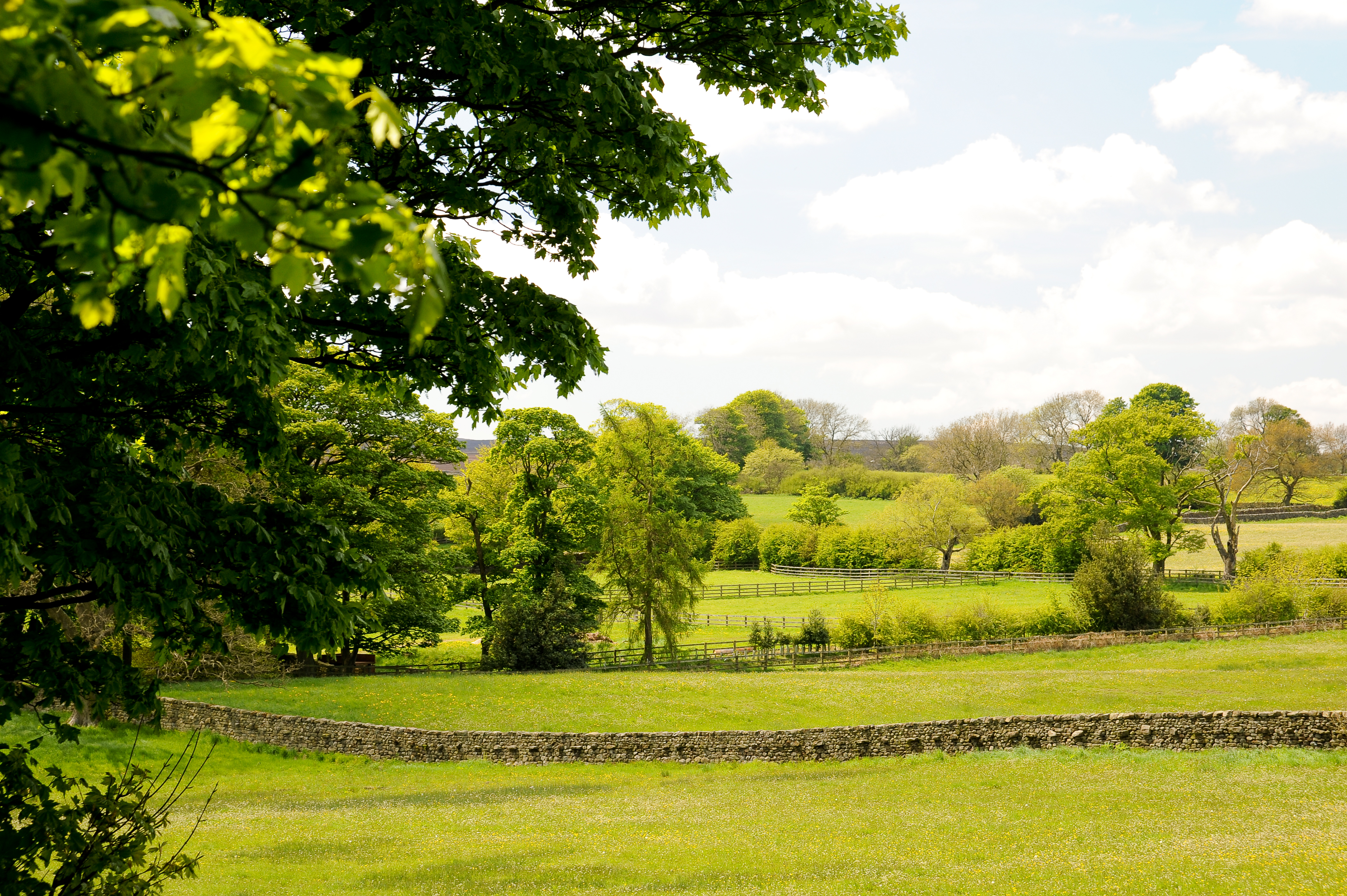
توسعه جایگاه‌های زمین‌های کشاورزی برای دریافت اعتبارات جبرانی تنوع زیستی، سرمایه‌گذاری مورد نیاز برای بهبود تنوع زیستی در مناطق گسترده را ایجاد می‌کند.

جبران تنوع زیستی (به انگلیسی: Biodiversity offsetting)، سامانه‌ای است که عمدتاً توسط مقامات برنامه‌ریزی و توسعه‌دهندگان برای جبران کامل پیامدهای تنوع زیستی مرتبط با توسعه اقتصادی از طریق فرایند برنامه‌ریزی استفاده می‌شود. در برخی شرایط، جبران تنوع زیستی به گونه‌ای طراحی می‌شود که سبب افزایش کلی تنوع زیستی شود. جبران به‌طور کلی مرحله نهایی در سلسله مراتب کاهش در نظر گرفته می‌شود، به سبب آن پیامدهای پیش‌بینی‌شده تنوع زیستی ابتدا باید توسط توسعه‌دهندگان پرهیز شده، به حداقل رسانده و بازگردانی شود، پیش از اینکه هرگونه پیامدهای باقی‌مانده جبران شود. سلسله مراتب کاهش در خدمت رعایت اصل سیاست‌گذاری زیست‌محیطی «بدون از دست دادن خالص» تنوع زیستی در کنار توسعه است.